# Алексіс Масбу
Алексіс Масбу (фр. Alexis Masbou; 2 червня 1987, Альбі, Франція) — французький мотогонщик, учасник чемпіонату світу з шосейно-кільцевих мотогонок MotoGP. Перший мотогонщик, який набрав очки на китайському мотоциклі у серії Гран-Прі та гонщик, який найдовше йшов до першої перемоги (дебютну перемогу святкував у 133-ій гонці в кар'єрі).  У сезоні 2016 виступає у класі Moto3 за команду «SaxoPrint–RTG» під номером 10.

## Кар'єра

### Дебют
У 1999 році, у віці 11 років Алексіс вступив до французької мотоциклетної школи «Comité Départemental Moto 81», яка базувалась на трасі Circuit d'Albi. У 2001 році він дебютував у змаганнях, узявши участь у французькому кубку «Coupe Conti» в класі 50сс.

### Перший титул
У 2002 році Масбу дебютує у чемпіонаті Франції з шосейно-кільцевих мотоперегонів в класі 125сс, де здобуває свої перші подіуми. За два роки участі він став чемпіоном та віце-чемпіоном країни, а також посів 5-е місце на чемпіонаті Європи. Паралельно Алексіс у 2003 році дебютує у чемпіонаті світу MotoGP, узявши участь у Гран-Прі Франції по wild card.

### MotoGP

#### 2005-2006
Після успішних виступів Алексіс отримав запрошення від фінської команди чемпіонату світу MotoGP «Ajo Motorsport» для участі в класі 125сс в сезоні 2005. В дебютному сезоні француз продемонстрував кілька сильних результатів, зокрема посів 5-е місце на Гран-Прі Нідерландів. В загальному заліку він набрав 28 очок, посівши 18-е місце.
У 2006 році Алексіс продовжив виступи з командою. Він отримав у своє розпорядження новий мотоцикл, виробництва Malaguti. Травми, а також неконкурентний байк, не дозволили Масбу набрати жодного очка в чемпіонаті протягом сезону.

#### 2007
Після невдалого сезону контракт з командою продовжений не був, тому Алексіс змушений був шукати підтримку спонсорів для продовження участі в чемпіонаті. Підтримати земляка вирішила федерація мотоспорту Франції, яка забезпечила його мотоциклом Honda. Незважаючи на кілька успішних результатів сезону (потрапляння у 10-ку найкращих), Масбу посів у чемпіонаті 21-е місце і покинув команду в кінці сезону.

#### 2008-2009
У 2008 році Алексіс підтримує новий виклик, перебравшись разом із своїм співвітчизником Жюлем Клузелем до китайської команди «Loncin Racing». Йому тричі вдалося потрапити в очкову зону: у Франції, Японії та Валенсії. Він став першим гонщиком, який набрав очки з китайським мотоциклом у серії Гран-Прі.
Зважаючи на успішні результати, Масбу залишився у команді на наступний сезон. Чемпіонат склався складніше ніж попередній: з початку сезону мотоцикл не радував стабільністю, а за 5 гонок до завершення сезону француз зазнав травми щиколотки, яка не дозволила йому виступати.

#### 2010-2011
На сезон 2010 року Алексіс отримав запрошення від команди «Ongetta», де отримав у своє розпорядження мотоцикл Aprilia. Старт сезону став для француза успішним: у двох перших гонках він фінішував у найкращій 10-ці, однак у середині сезону, під час Гран-Прі Індіанаполісу, він потрапив у важку аварію, зазнавши травми голови, яка не дозволила йому завершити сезон.
Для участі у сезоні 2011 Масбу не мав запрошення від жодної з команд, тому чемпіонат розпочався без нього. Проте, вже на четверту гонку сезону він отримав запрошення від команди «WTR-Ten10 Racing» для заміни в ній Сарата Кумара. У гонці Алексіс посів 15-е місце, після чого отримав запрошення від команди «Caretta Technology» закінчити сезон з ними на мотоциклі KTM. До кінця сезону француз кілька разів потрапляв в очкову зону і посів в загальному заліку 18-е місце.

#### 2012-2013
У 2012 році в чемпіонаті на зміну класу 125сс з'явився Moto3. Алексіс продовжив виступи з командою «Caretta Technology», цього разу на Honda. Цей сезон став проривом для Масбу: протягом року він кілька разів фінішував у найкращій 5-ці, а на Гран-Прі Німеччини вперше у кар'єрі зміг піднятись на подіум, завоювавши 2-е місце.
На сезон 2013 Алексіс Масбу перейшов до команди «Ongetta–Rivacold», де отримав мотоцикл FTR M313. Результати в окремих гонках дещо погіршились в порівнянні з попереднім сезоном (найвищим досягненням стало 2 шостих місця), проте завдяки досвіду та стабільному мотоциклу француз фінішував в очковій зоні у 14 з 17 гонок сезону. Це дозволило посісти 8-е місце в загальному заліку.

#### 2014
У сезоні 2014 Алексіс продовжив роботу з «Ongetta–Rivacold», де отримав мотоцикл Honda NSF250RW. Перед початком сезону інженери Honda Racing Corporation суттєво попрацювали над мотоциклом, що дозволило успішно конкурувати з KTM RC250GP та перервати серію із 27 перемог поспіль, встановлену на австрійському байку Адаптація до нового мотоциклу зайняла трохи часу француза. У першій половині сезону він стабільно потрапляв у десятку найкращих. Проте, вже на 9-у Гран-Прі сезону, у Німеччині, Алексіс вдруге в кар'єрі піднявся на подіум (причому, знову на тому ж треці, що й вперше, на два роки раніше), посівши третє місце. Через гонку, на Гран-Прі Чеської Республіки, Масбу святкував дебютну перемогу у MotoGP. Успіх дозволив закріпитись на 6-ій позиції у загальному заліку класу Moto3. Загалом же у сезоні Алексіс фінішував не нижче 12-го місця у 17 з 18 гонок сезону, що дозволило за підсумками сезону розміститись на 6-му місці генеральної класифікації.

#### 2015
На сезон 2015 Масбу перейшов до німецької команди «SaxoPrint–RTG». Перша ж гонка сезону, Гран-Прі Катару, закінчилася для француза тріумфом — у напруженій боротьбі він зумів випередити на фініші італійця Енеа Бастіаніні всього лише на 0,027 с, або на 43 сантиметри. Ця перемога настала для Алексіса у його 133-ій гонці в кар'єрі, і за цим показником він гонщиком, який найдовше йшов до дебютної перемоги у MotoGP. На жаль, подальші гонки сезону не були такими успішними (у Індіанаполісі він навіть фінішував останнім, 32-им), і в підсумку француз посів лише 13-е місце.

## Статистика виступів у MotoGP

### В розрізі сезонів
| Сезон | Клас  | Команда                 | Мотоцикл       | Гонки | Пер | Под | ПП | НК | Очки | Місце |
| ----- | ----- | ----------------------- | -------------- | ----- | --- | --- | -- | -- | ---- | ----- |
| 2003  | 125сс | Equipe de France Espoir | Honda          | 1     | 0   | 0   | 0  | 0  | 0    | —     |
| 2004  | 125сс | Equipe de France Espoir | Honda          | 1     | 0   | 0   | 0  | 0  | 0    | —     |
| 2005  | 125сс | Ajo Motorsport          | Honda RS125R   | 16    | 0   | 0   | 0  | 0  | 28   | 18    |
| 2006  | 125сс | Malaguti Ajo Corse      | Malaguti       | 8     | 0   | 0   | 0  | 0  | 0    | —     |
| 2007  | 125сс | FFM Honda GP 125        | Honda          | 17    | 0   | 0   | 0  | 0  | 25   | 21    |
| 2008  | 125сс | Loncin Racing           | Loncin         | 17    | 0   | 0   | 0  | 0  | 4    | 28    |
| 2009  | 125сс | Loncin Racing           | Loncin         | 11    | 0   | 0   | 0  | 0  | 0    | —     |
| 2010  | 125сс | Ongetta Team            | Aprilia        | 10    | 0   | 0   | 0  | 0  | 20   | 20    |
| 2011  | 125сс | WTR-Ten10 Racing        | Aprilia        | 10    | 0   | 0   | 0  | 0  | 18   | 22    |
| 2011  | 125сс | Caretta Technology      | KTM            | 10    | 0   | 0   | 0  | 0  | 18   | 22    |
| 2012  | Moto3 | Caretta Technology      | Honda NSF250R  | 11    | 0   | 1   | 0  | 0  | 81   | 13    |
| 2013  | Moto3 | Ongetta-Rivacold        | FTR M313       | 17    | 0   | 1   | 0  | 0  | 94   | 8     |
| 2014  | Moto3 | Ongetta-Rivacold        | Honda NSF250RW | 18    | 1   | 2   | 0  | 1  | 164  | 6     |
| 2015  | Moto3 | SaxoPrint–RTG           | Honda NSF250RW | 18    | 1   | 1   | 1  | 0  | 78   | 13    |
| 2016  | Moto3 | SaxoPrint–RTG           | Peugeot MGP30  |       |     |     |    |    |      |       |